# El Koudia El Beida
El Koudia El Beida  (in arabo الكدية البيضاء‎?) è un centro abitato e comune rurale del Marocco situato nella provincia di Taroudant, regione di Souss-Massa. Conta una popolazione di 21 875 abitanti (censimento 2014).